# Kanban Tool

Kanban Tool fue introducido por Shore Labs en el año 2009 como uno de los primeros tableros digitales Kanban (desarrollo).
Kanban Tool es una aplicación visual de gestión de proyectos basada en la metodología Kanban (desarrollo) que fue inicialmente dada a conocer por David Anderson en 2004. Tiene como objetivo ayudar a la gente a visualizar y optimizar el volumen de trabajo,  colaborar en tiempo real y mejorar  el desempeño de forma constante.

## Principales características
- Visualización del flujo de trabajo, control y optimización con tarjetas colocadas en el tablero Kanban.[6]
- Colaboración en equipo en tiempo real al compartir carpetas, tableros, tareas, comentarios y documentos en línea, recepción de notificaciones por correo electrónico para tareas asignadas y comentarios y capacidad para añadir tareas y comentarios con rapidez vía correo electrónico.[7]
- Identificación y eliminación de los cuellos de botella.
- Análisis y mejora de la eficiencia de trabajo con diagrama de Flujo Acumulativo.[8]
- Predicciones del tiempo de trabajo con base en mediciones del desempeño previo usando diagramas de Liderazgo y Proceso.
- Conocimiento del estado de un proyecto con un gráfico detallado.

## Opciones adicionales
- Accesibilidad 
  - Internet Explorer 8+, Mozilla Firefox, Safari, Chrome, Opera.
  - Funciona en aparatos móviles y tabletas de pantalla táctil. También disponible la Aplicación Kanban Tool para Android.[9]
  - Disponible como un software Kanban autoalojado[10]
- Idiomas: Inglés, alemán, polaco y ruso.
- Integración de competencias:[11]
  - Interfaz API para integración de sistemas externos
  - Dropbox, Google Drive y SkyDrive para adjuntar archivos
  - Calendario de Google, iCal y Outlook – exportación de tareas
  - Zapier
  - Jira – ampliación y personalización del script de Chrome
  - Aviso de actualizaciones (RSS feeds) mediante tableros individuales
  - Excel, CSV para tareas de importación/exportación e importación CSV para invitaciones a múltiples miembros del equipo.
- Personalización
  - interfaz totalmente personalizable a través de CSS y JavaScript
  - plantillas de tableros Kanban personalizables
  - plantilla de tarjeta Kanban personalizable: identificación externa, descripción, enlaces externos, tipo de tarjeta, tarea, tamaño, encargo de tareas mediante notificaciones por correo electrónico, tags o etiquetas, hasta 10 espacios personalizables (campo libre de texto,

menú desplegable de opciones , enlaces externos, selector de fecha), 22 colores.        
- Encendido: Herramientas de programación – biblioteca de comandos, widget de actividad de equipo, bloqueo de tarjeta, envejecimiento de tarjeta, navegador de tareas, añadir recuadro de tarea, Dropbox, Skydrive (One Drive), Google Drive.

## Áreas de aplicación
Kanban Tool se usa de múltiples formas y es adecuada para muchas industrias. Por ejemplo:   
- Organización de tareas personales[12]
- Gestión de desarrollo de juego[13][14]
- Gestión de proceso y proyecto en el área de la salud[15]
- Gestión de los esfuerzos de marketing entrante[16]
- Gestión de la producción y publicación de programas curriculares de escuela en casa o clases a domicilio[17]
- Gestión del proceso de entrevistas de Recursos Humanos[18]

## Competidores
- Kanbanery
- Lean Kit
- Kanbanize
- SwiftKanban
- Kanban Flow